# يان مكينون
يان مكينون (بالإنجليزية: Ian McKinnon)‏ هو قاضي صلح ‏ نيوزيلندي، ولد في 1943 في ويلينغتون في نيوزيلندا.